# Subdivisões de Tuvalu

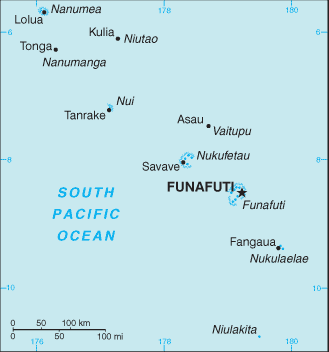
Map of Tuvalu

A pequena população de Tuvalu está distribuída por 9 ilhas, 5 das quais são atóis. A menor ilha, Niulakita, ficou inabitada até ser recolonizada por povos da ilha Niutao em 1949. 
Tuvalu está dividida para fins de governo local e 9 distritos:
Distritos que consistem de mais de uma ilha:
- Funafuti
- Nanumea
- Nui
- Nukufetau
- Nukulaelae
- Vaitupu

Distritos que consistem de uma única ilha:
- Nanumaga
- Niulakita
- Niutao